# Quinta del Duque del Arco
Quinta del Duque del Arco är en park i Spanien.   Den ligger i provinsen Provincia de Madrid och regionen Madrid, i den centrala delen av landet, 10 km norr om huvudstaden Madrid. Quinta del Duque del Arco ligger 687 meter över havet.
Terrängen runt Quinta del Duque del Arco är platt. Runt Quinta del Duque del Arco är det mycket tätbefolkat, med 4 670 invånare per kvadratkilometer. Närmaste större samhälle är Madrid, 10,3 km söder om Quinta del Duque del Arco. Runt Quinta del Duque del Arco är det i huvudsak tätbebyggt.